# Inkubationseffekt
Der Inkubationseffekt ist eine psychische Erscheinung beim Lösen von Problemen, die auftritt, wenn das Problem nach erfolglosem Lösungsversuch eine Zeit lang beiseitegelegt wird und bei einem erneuten Versuch schnell gelöst werden kann. Unangemessene Lösungsstrategien wurden vergessen und werden nicht mehr verwendet. Zu erklären ist dieses Phänomen über den Einstellungseffekt und die Sensibilität. Letztere besagt, dass Menschen eine Vorliebe für Problemlösungsoperatoren entwickeln, die sie kurz zuvor verwendet haben. Einstellungseffekte resultieren aus der Verstärkung des Wissens, das für die Lösung eines bestimmten Problems relevant ist.